# نورث‌وود (داکوتای شمالی)
نورث‌وود(به انگلیسی: Northwood) شهری در ایالت داکوتای شمالی کشور ایالات متحده آمریکا است که جمعیت آن در سرشماری سال ۲۰۱۰ میلادی، ۹۴۵ نفر بوده‌است.